# Укрбудінвестбанк
АТ «Укрбудінвестба́нк» — український банк, заснований в 2004 році. 

## Історія
Банк був заснований в 2004 році. 74,9 % акцій банку належать фізичній особі, Дем'яненко Світлана Анатоліївна (громадянка України). Основні акціонери: Дем'яненко Світлана Анатоліївна, Подгорниц Юлія Валеріївна, Міневич Людмила Валентинівна, Шишова Наталя Олександрівна. До червня 2020 року 46,3 % акцій належали зятю Юлії Тимошенко Артуру Чечьоткіну. Акціонерами банку Чечьоткін та Дем’яненко стали одночасно – у 2016 році вони викупили банк у Нвера Мхитаряна (53,6896 % акцій) і швейцарської компанії Aspra Finanz Holding AG (46,3104 %). Головний офіс розташований в місті Києві.
Укрбудінвестбанк входив до однойменної групи, в якій Дем’яненко є ключовою особою. Також до групи входять ТОВ «ФК «Фінансовий світ», ТОВ «ФК «Конверсія» та ТОВ «Перша інкасаторська компанія», «Житлово-Будівельний кооператив «Дрім Хауз» і «Будівельна група «Авторитет».

## Ліквідація
7 вересня 2023 року НБУ ухвалив рішення «Про віднесення АКЦІОНЕРНОГО ТОВАРИСТВА «УКРАЇНСЬКИЙ БУДІВЕЛЬНО-ІНВЕСТИЦІЙНИЙ БАНК» до категорії неплатоспроможних». Рішення ухвалене у зв’язку з невиконанням АТ “УКРБУДІНВЕСТБАНК” письмової вимоги Національного банку України, неврахування в повному обсязі зауважень Національного банку до Плану заходів, відсутність дієвих заходів щодо поліпшення фінансового стану та приведення Банком своєї діяльності у відповідність до вимог законодавства України, у тому числі нормативно-правових актів Національного банку, після віднесення його до категорії проблемних, зростання ризиків щодо виконання АТ “УКРБУДІНВЕСТБАНК” своїх зобов’язань перед вкладниками та іншими кредиторами.
8 вересня 2023 року Фондом гарантування вкладів фізичних осіб було розпочато процедуру виведення АТ «УКРБУДІНВЕСТБАНК» з ринку шляхом запровадження в ньому тимчасової адміністрації строком на один місяць з 08 вересня 2023 року до 07 жовтня 2023 року (включно).
Уповноваженою особою Фонду гарантування вкладів фізичних осіб з делегуванням усіх повноважень тимчасового адміністратора АТ «УКРБУДІНВЕСТБАНК» строком на один місяць з 08 вересня 2023 року до 07 жовтня 2023 року (включно) призначено Штогріну Ірину Вікторівну.
5 жовтня 2023 року НБУ ухвалив рішення про відкликання ліцензії банку та його ліквідацію.
У грудні 2024 року Фонд гарантування вкладів фізосіб оголосив про продаж активів 9 банків, які ліквідовуються в Україні, зокрема й активів АТ «Укрбудінвестбанк» на загальну суму 15,0 млн грн. З них на 14,2 млн грн виставляються права вимоги за кредитами, майже 0,8 млн грн – дебіторська заборгованість перед банком.